# Самоходна артиљерија
Самоходна артиљерија је врста оклопног возила које је наоружано артиљеријским оружјем. У самоходну артиљерију спадају самохотке и ракетна артиљерија. Самоходна артиљерија се најчешће састоји од гусеница које носе хаубицу, минобацач или неки облик ракетне артиљерије. Самоходна артиљерија се најчешће користи за индиректно бомбардовање и подршку на бојном пољу.
Раније се у самоходну артиљерију укључивао и јуришни топ и ловац тенкова. Јуришни топови су била тешко оклопљена возила која су се употребљавала за блиску подршку пешадији, док су се ловци тенкова користили за противоклопна дејства.
Модерна самоходна артиљерија подсећа на тенк, само што има лакши оклоп, који није употребљив у блиској борби. Управо због лаког оклопа, ова врста борбених возила (најчешће) је веома брза. Међутим, тај оклоп служи за заштиту посаде од лаког наоружања и шрапнела. Због тих особина се рачунају као подтип оклопних возила. Није реткост да се на возилима налазе митраљези који се користе за одбрану од непријатељске пешадије. 
Главна позитивна карактеристика самоходне артиљерије је што се може за кратко време укључити у дејства. Да би се класична хаубица укључила у акцију, мора да се откачи са превозног средства, склопи и припреми за паљбу. Да би се користила на другој локацији, мора се склопити, спаковати и онда поновити процес припремања оруђа. За то време самоходна артиљерија чим стигне на положај може да отвори ватру, и кад се затражи промена локације, то може да уради одмах. Те карактеристике су се показале веома значајним у конфликтима где се често мења положај, или у случају напредовања снага.
Предност хаубица је што су јефтиније за производњу и за одржавање. Такође, хаубица се може пребацити на одређени терен где самоходна артиљерија нема приступ. Због тих особина, класичне хаубице се и даље налазе у војном арсеналу већине земаља.